# Ветровка (Винницкая область)
Ветровка (укр. Вітрівка) — село на Украине, находится в Ямпольском районе Винницкой области.
Код КОАТУУ — 0525686602. Население по переписи 2001 года составляет 388 человек. Почтовый индекс — 24522. Телефонный код — 4344.
Занимает площадь 0,91 км².

## История
В 1946 году указом ПВС УССР село Вятровка переименовано в Ветровку.

## Адрес местного совета
24520, Винницкая область, Ямпольский р-н, с. Тростянец, ул. Центральная, 12